# Nantiat
Nantiat este o comună în departamentul Haute-Vienne din centrul Franței. În 2009 avea o populație de 1.614 de locuitori.

## Evoluția populației
| An        | 1975  | 1982  | 1990  | 1999  | 2006  | 2009  |
| --------- | ----- | ----- | ----- | ----- | ----- | ----- |
| Populație | 1.406 | 1.441 | 1.561 | 1.623 | 1.633 | 1.614 |